# Calle Christopher (estación PATH)
Christopher Street es una estación del sistema PATH. Ubicada en Christopher Street entre las calles Greenwich y Hudson en el barrio de Greenwich Village en Manhattan, Nueva York, está servida por la línea Hoboken–Calle 33 y la línea Journal Square–Calle 33 en días de semana y por la línea Journal Square–Calle 33 (vía Hoboken) los fines de semana.

## Historia

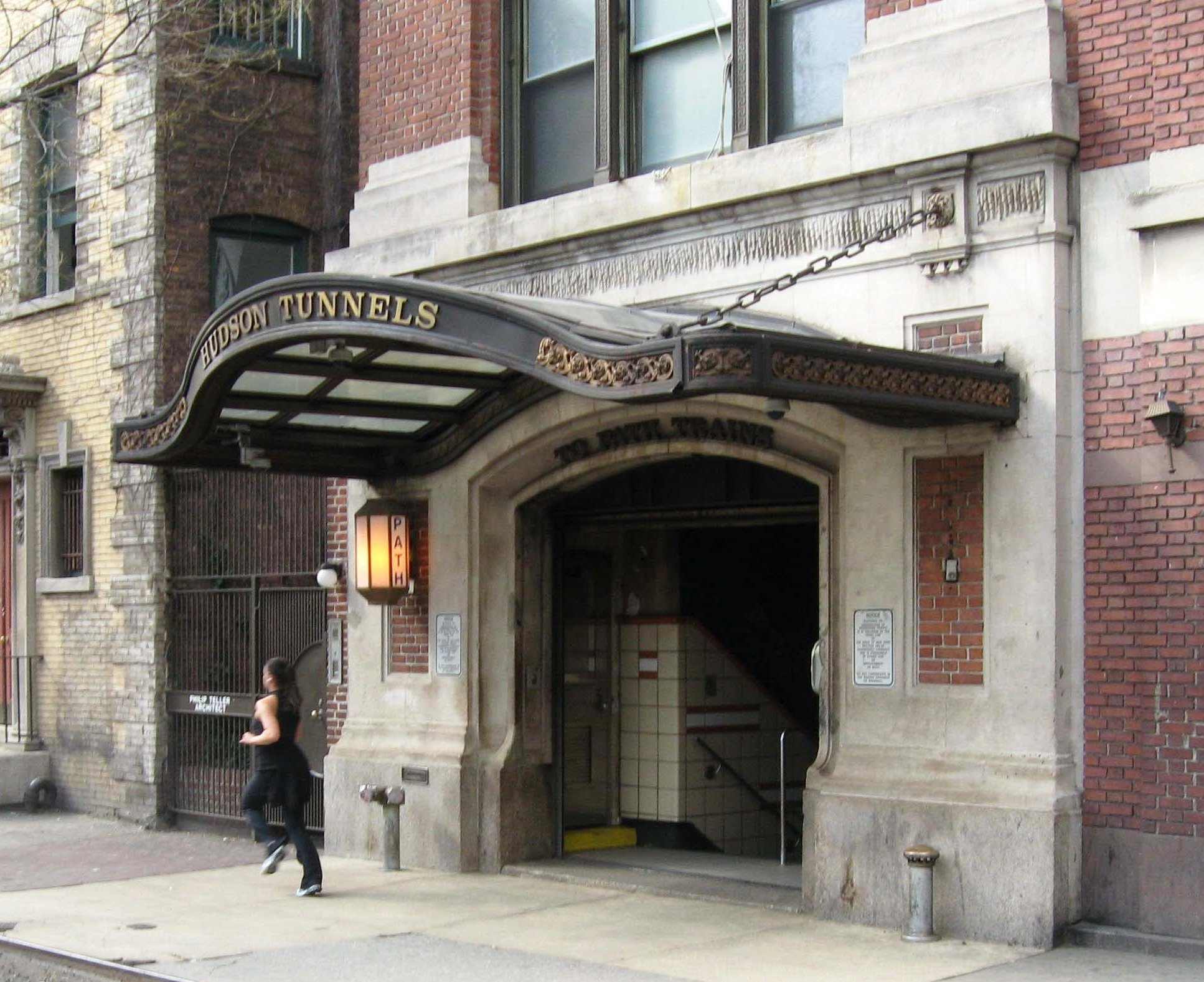
Entrada

La estación abrió el 25 de febrero de 1908, como parte de la extensión H&M entre Nueva Jersey y la estación de la calle 33. Fue renovada en 1986 que hizo que la estación estuviera cerrada por un lapso.
La estación ha tenido tráfico pesado no sólo de pasajeros yendo a Jersey City y Hoboken, sino también de residentes de Manhattan que viajan de Greenwich Village a Midtown. La estación de metro más cercana,  Christopher Street-Sheridan Square, está a una cuadra.
La ya entonces saturada estación recibió aún más pasajeros luego de los ataques del 11 de septiembre que implicó la destrucción de la estación del PATH del World Trade Center. Christopher Street fue la estación más cercana para llegar a Nueva Jersey y experimento una seria saturación. La Autoridad Porturaria tuvo que hacer una estación exclusiva de salida durante las horas puntas matutinas. La Autoridad Portuaria planeó la construcción de una segunda entrada en la esquina de Christopher y Bedford Street (una cuadra y media al este de la actual entrada) para facilitar la sobrepoblación de la estación, pero encontró oposición local que hizo que el proyecto se cancelara. Los residentes estaban preocupados porque el proyecto pudiera traer peligros al vecindario y a sus edificios históricos que podrían verse afectados por las vibraciones que un proyecto de construcción como ese podían causar) e interrumpir los negocios de la zona y el tráfico.
En el 2002, la estación de Christopher Street fue utilizado por un promedio de 7,400 personas al día, cerca de 2.701 millones por año. Esto era más que el doble de los 1.314 millones de pasajeros que utilizaban la estación en el 2001. La Autoridad Portuaria continua buscando la posibilidad de construir una segunda entrada que sirvan la estación de la calle 9, que también encuentra oposición de los residentes locales.

## Plano de la estación
| G                       | Nivel de la calle     | Entrada/salida, buses |
| B1                      | Mezzanine             | Control de tarifas |
| B2 Nivel de plataformas | Trenes rumbo al sur   | ← HOB-33 días de semana hacia Hoboken (Terminus) ← JSQ-33 días de semana hacia Journal Square (Newport) ← JSQ-33 (vía HOB) fines de semana hacia Journal Square (Hoboken) |
| B2 Nivel de plataformas | Andén central         | |
| B2 Nivel de plataformas | Trenes rumbo al norte | → HOB-33 días de semana hacia calle 33 calle 9) → → JSQ-33 (vía HOB) JSQ–33 (vía HOB los fines de semana) hacia calle 33 (Calle 9) →                                      |

La entrada de la estación tiene su propio edificio, con una marquesina restaurada que muestra el nombre original "Hudson Tunnels" adornando la el ingreso. Los pasajeros descienden una angosta escalera con varias curvas antes de llegar al extremo suroeste del angosto andén central.
El mural de Biff Elrod "Ascent-Descent" (que muestra imágenes de usuarios de los trenes PATH, ascendiendo o descendiendo en las escaleras) fue originalmente pintado en agosto de 1986 como una muestra temporal para el Public Art Fund, y luego fue comprado por la Autoridad Portuaria de Nueva York y Nueva Jersey. Fue restaurada en 1999.